# 폴 데이비스
폴 데이비스(Paul Charles William Davies, 1946년 4월 22일 - )는 영국의 물리학자로 애리조나 주립 대학교 교수(Regents’ Professor)이자 동 대학교 산하 과학 기본 개념 초월 센터(Beyond Center for Fundamental Concepts in Science)의 소장 및 물리 과학과 암 생물학 융합 센터(Center for the Convergence of Physical Science and Cancer Biology)의 공동 소장으로 재직 중이다. 영국 케임브리지 대학교, 유니버시티 칼리지 런던, 뉴캐슬 대학교, 오스트레일리아 애덜레이드 대학교, 맥쿼리 대학교 등지에서 교수 및 연구원으로 재직했다. 우주론, 양자장 이론, 우주 생물학을 중심으로 연구 활동을 전개하고 있다. 1995년 템플톤 상을 받았다.

## 연구 주제
폴 데이비스의 연구 주제는 우주의 기원, 생명의 기원, 시간의 본질 같은 ‘큰 문제’들에 초점을 맞추고 있다. 그는 호킹 복사를 통해 증발하는 블랙홀의 에너지 복사 메커니즘, 대폭발의 잔광이라고 할 우주 배경 복사에 내재된 불균일성의 원인 등에 대해서 설명하는 물리학 이론들을 연구했고, 휘어진 시공간에서의 양자장 이론을 만드는 데 도움을 주기도 했다. 혜성과 충돌한 화성 암석에 있던 원시 생명체가 지구까지 날아와 정착하면서 지구 생명이 탄생했다는 지구 생명의 화성 기원설을 거의 처음 주장하기도 했으며, 현재의 지구 생물권을 대체할 ‘그림자 생물권’이 지구 어딘가에 존재하고 있다는 이론을 지지하고 있기도 하다. 또 인 대신 비소를 사용해 증식하는 비송 생물의 존재를 밝혀낸 펄리사 울프사이먼에 의한 연구 논문의 공동 저자이기도 하다.
폴 데이비스는 이러한 연구 활동 이외에도 과학 저술가이자 커뮤니케이터로도 유명하다. 베스트셀러 과학책을 여러 권 펴냈을 뿐만 아니라 《뉴욕 타임스》, 《가디언》, 《사이언스》 등 다양한 매체에서 과학과 철학을 주제로 한 글을 발표하고 있다. BBC RADIO3, 오스트레일리아 국영 방송 등을 통해 〈빅 퀘스천스〉(The Big Questions), 〈모어 빅 퀘스천스〉(More Big Questions) 같은 다큐멘터리를 제작하기도 했다. 세계 경제 포럼, 유엔, 유럽 의회, 구글, 윈저 성, 바티칸, 웨스트민스터 사원 등 다종 다양한 기관과 왕립 협회, 스미스소니언 박물관 같은 학술 기관에서 과학적, 철학적 주제를 가지고 강연 활동도 활발하게 펼치고 있다.
1970년대부터 전문서는 물론이고 대중서를 썼는데, 27종에 이른다. 《시간 비대칭성의 물리학》(The Physics of Time Asymmetry)(1974년), 《런어웨이 유니버스》(The Runaway Universe)(1978년), 《무한의 가장자리》(The Edge of Infinity)(1981년), 《우연적 우주》(The Accidental Universe)(1982년), 《현대 물리학이 발견한 창조주》(God and the New Physics)(1983년), 《신의 마음》(The Mind of God)(1992년), 《마지막 3분》(The Last Three Minutes)(1994년), 《우리뿐인가》(Are We Alone?)(1995년), 《폴 데이비스의 타임머신》(How to Build a Time Machine)(2002년), 《코스믹 잭팟》(Cosmic Jackpot)(2007년), 《기계 속의 악마》(The Demon in the Machine)(2019년) 등이 있다.
그의 과학 문화 활동은 높은 평가를 받고 있고, 1995년 템플턴 상, 2001년 켈빈 메달, 2002년 마이클 패러데이 상, 2007년 오스트레일리아 훈장 등의 상을 받았다. 그의 이름을 딴 소행성 6870 폴데이비스가 있다.

## 과학과 믿음의 관계
2007년에 뉴욕 타임즈에 실린 오피니언 기사 "과학을 믿음으로 받아들이기"는 과학적 탐구에서 믿음의 역할에 대한 탐구로 논란을 불러 일으켰다. 과학자들의 물리 법칙의 불변성에 대한 믿음은 기독교 신학에서 기원을 두고 있으며 과학이 "믿음으로부터 자유"(free of faith)라는 주장은 "명백히 가짜"라고 주장했다." 엣지 재단은 데이비스의 글에 대해 Jerry Coyne, Nathan Myhrvold, Lawrence Krauss, Scott Atran, Sean Carroll, Jeremy Bernstein, PZ Myers, Lee Smolin, John Horgan, Alan Sokal이 쓴 비판과 "나는 얼마나 많은 비방자들이 내가 쓴 내용을 완전히 잘못 이해하고 있는지 실망했다"로 시작하는 데이비스의 답변을 제시했다. 그들의 반응은 실제로 '과학'과 '신앙'이라는 단어가 병치된 것을 보고 피상적으로 무릎을 치는 반응의 특징을 가지고 있다." 무신론자인 리처드 도킨스와 빅터 스텐저(Victor J. Stenger)는 과학과 종교에 대한 데이비스의 공개적인 입장을 비판한 반면, 존 템플턴 재단 등 다른 논객들은 그의 작업에 찬사를 보냈다.

## 대중문화
- The 1996 novel Naive, Super, by Norwegian writer Erlend Loe (translated by Tor Ketil Solberg), refers to Davies frequently.
- Numbers (season 5, episode 12) refers to Paul Davies' Cosmic Think Tank at Arizona State.
- In Lawrence Leung's Unbelievable (season 1, episode 3), Leung interviews Paul Davies about alien abduction, and Davies discusses having experienced sleep paralysis.
- Through the Wormhole, season 3, episode 1 "Will We Survive First Contact?"
- Through the Wormhole, season 6
- The 2013 novel The Extinction Machine, by American writer Jonathan Maberry, refers to Paul Davies.

## 저서

### 대중 과학서적
- 1974 The Physics of Time Asymmetry, University of California Press, Berkeley, California, ISBN 0-520-03247-0
- 1978 The Runaway Universe, Penguin Books, ISBN 0-460-04286-6
- 1979 Stardoom, HarperCollins Publishers Ltd, ISBN 0-00-635318-5
- 1979 The Forces of Nature, Cambridge University Press, ISBN 0-521-31392-9
- 1980 Other Worlds, Touchstone/Simon and Schuster, ISBN 0-460-04400-1
- 1980 "The Search for Gravity Waves", Cambridge University Press, ISBN 0-521-23197-3
- 1981 The Edge of Infinity, Penguin USA, ISBN 0-14-023194-3
- 1982 The Accidental Universe, Cambridge University Press, ISBN 0-521-28692-1
- 1982 Quantum Fields in Curved Space, (with N.D. Birrell), Cambridge University Press, ISBN 0-521-27858-9
- 1983 God and the New Physics, Simon & Schuster, ISBN 0-14-022550-1
- 1984 Superforce, Touchstone, ISBN 0-04-539006-1
- 1986 The Ghost in the Atom, Cambridge University Press, ISBN 0-521-31316-3
- 1987 The Cosmic Blueprint, Simon & Schuster, ISBN 0-04-440182-5
- 1988 Superstrings: A Theory of Everything, Cambridge University Press, ISBN 0-521-35741-1
- 1989 The New Physics, Cambridge University Press, ISBN 0-521-30420-2
- 1991 The Matter Myth, Simon & Schuster, ISBN 0-670-83585-4
- 1992 The Mind of God, Simon & Schuster UK, ISBN 0-671-71069-9
- 1994 The Last Three Minutes, Basic Books, ISBN 1-85799-336-5
- 1995 Are We Alone?, Basic Books, ISBN 0-14-025179-0
- 1995 About Time: Einstein's Unfinished Revolution, Penguin Books, Simon & Schuster, ISBN 0-670-84761-5
- 1998 The Fifth Miracle: The Search for the Origin and Meaning of Life. New York: Simon and Schuster. ISBN 0-684-83799-4
- 2002 How to Build a Time Machine, Penguin Books, ISBN 0-14-100534-3
- 2003 The Origin of Life, Penguin Books, ISBN 0-14-101302-8
- 2007 The Goldilocks Enigma, also under the title Cosmic Jackpot, Houghton Mifflin Harcourt, ISBN 0-14-102326-0
- 2008 Quantum Aspects of Life (eds. Derek Abbott, Paul C. W. Davies, and Arun K. Pati, with foreword by Sir Roger Penrose), Imperial College Press, ISBN 1-84816-267-7
- 2010 The Eerie Silence, Houghton Mifflin Harcourt, ISBN 1-4001-6551-2
- 2010 Information and the Nature of Reality: From Physics to Metaphysics, Cambridge University Press, ISBN 978-0-521-76225-0
- 2019 The Demon in the Machine, Allen Lane, ISBN 978-0241309599
- 2021 What's Eating The Universe? (And Other Cosmic Questions), Allen Lane, ISBN 978-0-241-45985-0

### 전문서적
- 1974 The Physics of Time Asymmetry, University of California Press, Berkeley California,
- 1982 (with N. D. Birrell) Quantum Fields in Curved Space, Series: Cambridge Monographs on Mathematical Physics, Cambridge University Press.[1]
- 1984 Quantum Mechanics, (with David S. Betts), 2nd edition, CRC Press, 1994.

### 에세이
- "Are We Alone in the Universe?" in The New York Times, 18 November 2013.
- "Taking Science on Faith" in The New York Times, 24 November 2007.
- "What Happened Before the Big Bang?" in God for the 21st Century, Russell Stannard ed., Templeton Foundation Press, 2000, ISBN 1-890151-39-4
- Davies, P.C.W. (2012). “Footprints of alien technology”. 《Acta Astronautica》 73: 250–257. Bibcode:2012AcAau..73..250D. doi:10.1016/j.actaastro.2011.06.022.

## 같이 보기
- 유신진화론
- 과학과 신학의 관계